# Phacelia quickii
Phacelia quickii är en strävbladig växtart som beskrevs av Howell. Phacelia quickii ingår i Faceliasläktet som ingår i familjen strävbladiga växter. Inga underarter finns listade i Catalogue of Life.